# 허쥔샹
허쥔샹(중국어: 賀軍翔, 병음: Hè Jūnxiáng, 한자음: 하군상, 1983년 12월 28일~)은 타이완의 배우, 가수, 모델이다. 타이베이시에서 태어났다.

## 방송
- 한무기
- 상류속녀
- 용감설출아애니
- 미인용탕
- 힘내 엄마

## 영화
- 용감설출아애니(2014년)
- 미인용탕(2013년)
- 힘내 엄마(2012년)
- 여해괴괴(2012년)
- 활해니단신(2010년) - 율정 역
- 미래경찰 X(2010년)
- 칠천애상니(2009년)
- 환환애(2007년) - 호다 역